# Casa geminada

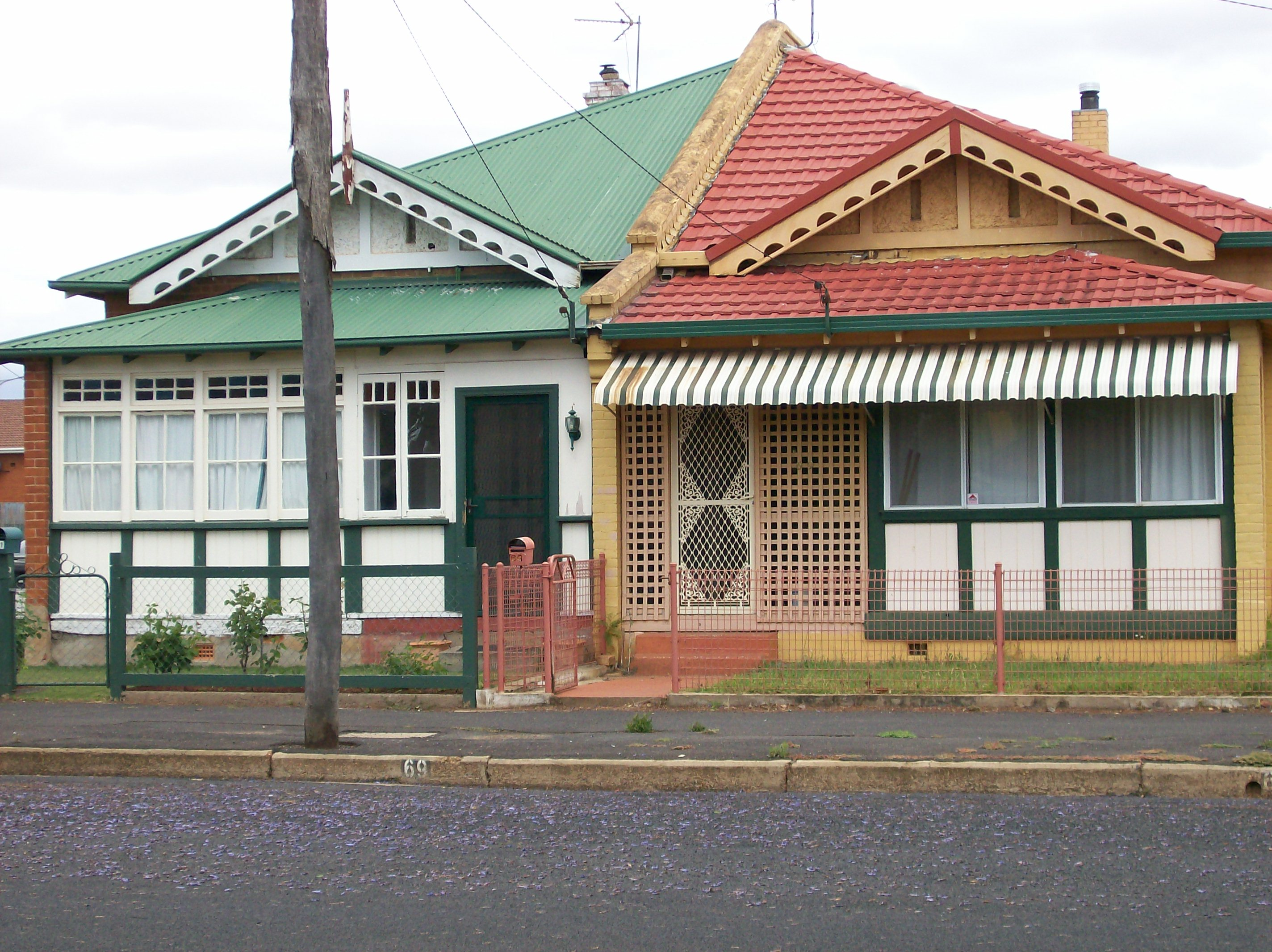
Casa geminada na Austrália.

Casa geminada ou conjugada é a construção de duas ou mais casas ligadas umas às outras, que dividem proporcionalmente o lote de acordo com a quantidade de unidades. É um tipo de residência simétrica que compartilha a estrutura, alvenaria e telhado, com o mesmo arranjo interno invertido uma à outra. Geralmente, estas unidades formam um condomínio. Esses imóveis conseguem ser bem mais baratos tanto na construção quanto na venda, já que são feitos em série, o que dá ao construtor um valor bem menor do que os outros tipos de imóveis. 